# محمد شمس الحق العظيم آبادي
محمد شمس الحق العظيم آبادي (1273 – 19 ربيع الأول 1329هـ / 1857 – 21 مارس [آذار] 1911م) هو أبو الطيب محمد شمس الحق بن أمير علي بن مقصود علي الصديقي العظيم آبادي، العلامة والمحقق والمحدث الكبير، من كبار محدثي الهند الذين قادوا حركة أهل السنة، وأحد نوابغ العصر ممن يشار إليه بالبنان.

## مولده ونشأته
ولد سنة 1273 هـ في ديانوان، تلقى العلوم على أساتذة عصره في بلدته وفي مدن لكناؤ ومراد آباد ودهلي، رحل إلى دهلي ولازم السيد نذير حسين المحدث الدهلوي، ثم رجع إلى موطنه سنة 1302 هـ، ثم قصد إليه مرة ثانية ولازمه ثلاث سنوات، قرأ عليه الكتب الستة والموطأ والدارمي والدارقطني وتفسير الجلالين بكل روية وتدبر، كما استفاد من الشيخ حسين بن محسن الأنصاري وأسند عنه، ورجع إلى موطنه ديانوان، وعكف عن الدرس والإفادة والتأليف، وقد وهبه الله ملكة راسخة في علوم الكتاب والسنة، وكان مشغوفاً بجمع الكتب النادرة القيمة في علوم السنة ونحوها بعد التعليق عليها. وأنفق فيها مالاً كثيراً، وله منة عظيمة على أهل العلم وخاصة على طلبة الحديث.

## شيوخه
1. نذير حسين الدهلوي.
2. حسين بن محسن الأنصاري.
3. لطف العلي البهاري.
4. نور أحمد الديانوي.
5. فضل الله اللكنوي.
6. بشير الدين القنوجي.
7. عبد اللطيف الصديقي.

## مؤلفاته
1. غاية المقصود في حل سنن أبي داود.
2. عون المعبود على سنن أبي داود.
3. التعليق المغني على سنن الدارقطني.
4. غنية الألمعي.
5. النجم الوهاج في شرح مقدمة صحيح مسلم بن الحجاج.
6. المكتوب اللطيف إلى المحدث الشريف.
7. هدية اللوذعي بنكات الترمذي.
8. تعليق على إسعاف المبطا برجال الموطأ للسيوطي.
9. نهاية الرسوخ في معجم الشيوخ.
10. فضل الباري في شرح ثلاثيات البخاري.
11. النور اللامع في أخبار الصلاة يوم الجمعة على النبي الشافع.
12. تحفة المتهجدين الأبرار في أخبار صلاة الوتر وقيام رمضان عن النبي المختار.
13. إعلام أهل العصر بأحكام ركعتي الفجر.
14. القول المحقق في تحقيق إخصاء البهائم.
15. التحقيقات العلى بإثبات فرضية الجمعة في القرى.
16. تنقيح المسائل.

## وفاته
ابتلي الشيخ محمد شمس الحق العظيم آبادي آخر حياته بالطاعون، وتوفي في 19ربيع الأول سنة 1329 هـ.

## وصلات خارجية
- محمد شمس الحق العظيم آبادي على موقع ميوزك برينز (الإنجليزية)